# El Mañana (periódico)
El Mañana fue un periódico español editado en Teruel entre 1928 y 1931.

## Historia
El diario, fundado en 1928 por el industrial e ingeniero José Torán de la Rad, mantuvo una línea editorial monárquica y tradicionalista. Estuvo dirigido por Luis Alonso. No obstante, la publicación tuvo una escasa influencia, limitándose exclusivamente al ámbito provincial. Desapareció en abril de 1931, tras la publicación de la Segunda República.
Según Antonio Checa Godoy, su espacio sería ocupado por el diario Acción.